# Mosterhamn
Mosterhamn este o localitate din comuna Bømlo, provincia Hordaland, Norvegia, cu o suprafață de 1,75 km² și o populație de 1.354 locuitori (2013).